# 狄鐸-亞德·薩爾
狄鐸-亞德·薩爾（法語：Théodore-Adrien Sarr；1936年11月28日—）是塞內加爾籍天主教司鐸級樞機及達喀爾總教區榮休總主教。

## 生平
薩爾於1936年11月28日在塞內加爾東部大西洋沿岸的一個小村莊若阿勒-法久特出生。他在Hann小修道院完成了中學學業，在那裡他獲得了學士學位。然後，他在Sébikhotane的總修院和達喀爾大學學習哲學和神學。他於1964年5月28日在達喀爾總教區晉鐸。他第二深造在達喀爾大學，在那裡他獲得了拉丁語和希臘語的古典語言學學位。
他於1974年11月24日晉牧，並獲教宗保祿六世任命為考拉克教區主教。他於2000年6月2日獲改任為達喀爾總教區總主教。除了他的總主教職務以外，他還擔任塞內加爾主教團主席。教宗本篤十六世於2007年11月24日將他擢升為司鐸級樞機。他於2014年12月22日榮休，本雅明·恩迪亞耶接替成為達喀爾總教區正權總主教。